# Metalopha liturata
Metalopha liturata is een vlinder uit de familie uilen (Noctuidae). De wetenschappelijke naam van deze soort is voor het eerst geldig gepubliceerd in 1887 door Christoph.
De soort komt voor in tropisch Afrika.